# Chung cư Aleksander Olszyński
Chung cư Aleksander Olszyński là một ngôi nhà ở được xây dựng vào cuối thế kỷ 19 từ một thiết kế của kiến trúc sư Heinrich Arndt ở Bydgoszcz, Ba Lan, và tọa lạc tại phố Gdanska 58.

## Vị trí
Tòa nhà nằm ở phía đông của phố Gdanska, giữa phố Słowackiego và hẻm Adam Mickiewicz. Nó tiếp giáp với Nhà nguyện của các Nữ tu nghèo ở N.56 và khu chung cư Carl Meyer tại N.60, cả hai tòa nhà lịch sử của Bydgoszcz.

## Lịch sử
Tòa nhà được xây dựng vào năm 1894-1895 để dành cho thợ mộc Alexander Olszyński, sống tại thời điểm này tại Boiestrasse 1, trên một thiết kế của Heinrich Arndt, một thợ xây bậc thầy của Bromberg.
Năm 1910, tầng trệt được nhà thiết kế bởi Gustav Habermann tân trang lại để phù hợp với một liên doanh kinh doanh. Trước khi Thế chiến thứ nhất bùng nổ, tòa nhà này đặt các văn phòng của "Hiệp hội sức khỏe nhân dân Đức tại Bydgoszcz".
Vào những năm 1920, Kochańscy Brothers & Kunzle (tiếng Ba Lan: Bracia Kochańscy i Künzl) điều hành một cửa hàng trang sức trong khuôn viên, sản xuất các sản phẩm vàng và bạc. Trong thời kỳ chiếm đóng của Ba Lan, tòa nhà nằm trong cửa hàng chính của nhà máy sản xuất hàng kim loại tiếng Đức: WMF-Württemberger MetallwarenFabrik (tiếng Đức: WMF-Württemberger MetallwarenFabrik).

## Kiến trúc
Người ta vẫn có thể nhận thấy trang trí bằng vữa được bảo tồn và phong phú, Tân phục hưng và Tân Baroque của mặt tiền. Nhiều hình thức ban đầu của các chi tiết kiến trúc chiết trung cũng có mặt, đặc biệt là cửa chính bằng gỗ được trang trí với một cửa sổ con.

## Hình ảnh

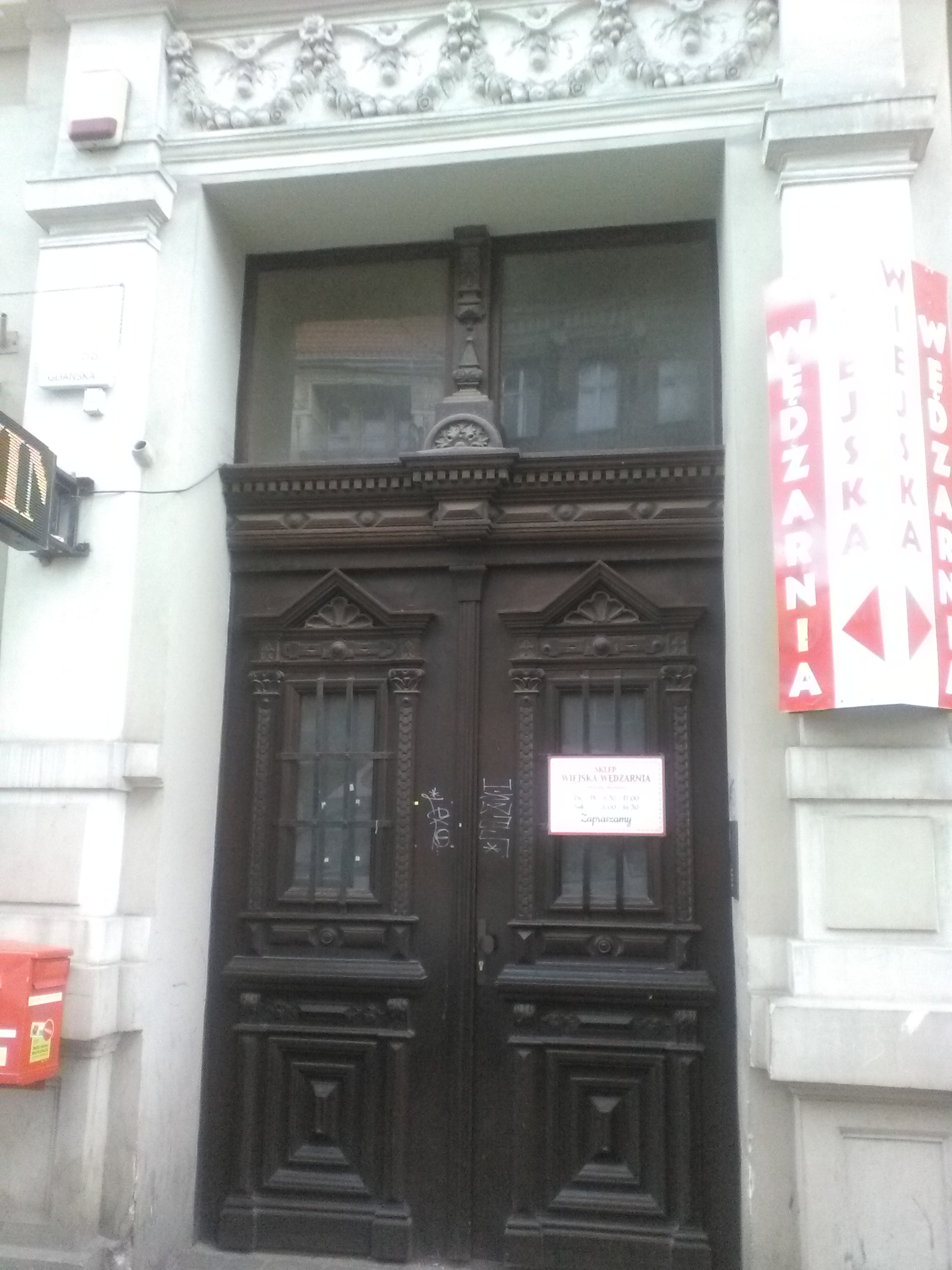
Cửa chính và cửa sổ con
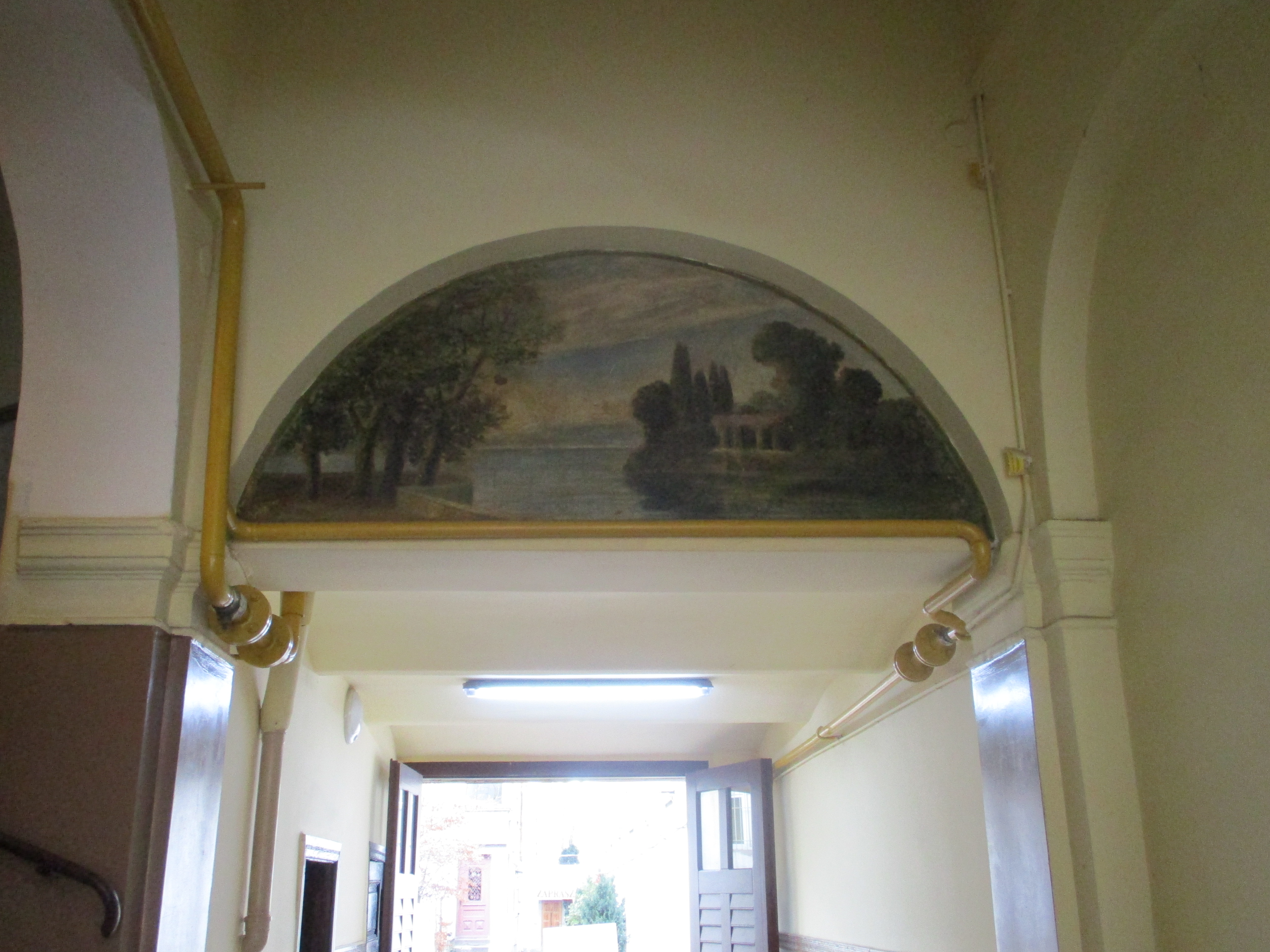
Bức bích họa trong nhà